# Zápas ve volném stylu na Evropských hrách 2015
Soutěže v zápase ve volném stylu na I. Evropských hrách proběhly ve sportovním komplexu Heydəra Əliyeva v Baku ve dnech 15. června až 18. června 2015.

## Program
Ženy
- PON – 15.06.2015
- ÚTE – 16.06.2015

Muži
- STŘ – 17.06.2015
- ČTV – 18.06.2015

## Účastníci
seznam účastníků

## Výsledky

### Muži
| Kategorie | Zlato                      | Stříbro               | Bronz                  | Bronz                 |
| --------- | -------------------------- | --------------------- | ---------------------- | --------------------- |
| −57 kg    | Viktor Lebeděv             | Marcel Ewald          | Alexandru Chirtoca     | Sezer Akgül           |
| −61 kg    | Alexandr Bogomojev         | Beka Lomtadze         | Hadži Alijev           | Vasyl Šuptar          |
| −65 kg    | Togrul Asgarov             | Frank Chamizo         | Mustafa Kaya           | Ilijas Bekbulatov     |
| −70 kg    | Magomedrasul Gazimagomedov | Magomedmurad Gadžijev | Yakup Gör              | Ruslan Dibirgadžijev  |
| −74 kg    | Aniuar Gedujev             | Soner Demirtaş        | Džabrajil Hasanov      | Džumber Kvelašvili    |
| −86 kg    | Abdulrašid Sadulajev       | Petru Ianulov         | Radosław Marcinkiewicz | Sandro Aminašvili     |
| −97 kg    | Chetag Gozjumov            | Elizbar Odykadze      | Valerij Andrijcev      | Abdusalam Gadisov     |
| −125 kg   | Taha Akgül                 | Alexej Šemarov        | Geno Petrijašvili      | Džamaladdin Magomedov |

### Ženy
| Kategorie | Zlato                 | Stříbro               | Bronz                   | Bronz               |
| --------- | --------------------- | --------------------- | ----------------------- | ------------------- |
| −48 kg    | Marija Stadnyková     | Elica Jankovová       | Iwona Matkowská         | Valentina Islamová  |
| −53 kg    | Anžela Doroganová     | Roksana Zasinová      | Merve Kengerová         | Nadežda Šušková     |
| −55 kg    | Sofia Mattssonová     | Katarzyna Krawczyková | Evelina Nikolovová      | Natalija Synyšinová |
| −58 kg    | Emese Barkaová        | Tetjana Lavrenčuková  | Elif Jale Yeşilırmaková | Grace Bullenová     |
| −60 kg    | Marianna Sastinová    | Svetlana Lipatovová   | Veronika Ivanovová      | Tajbe Juseinová     |
| −63 kg    | Valerija Lazinská     | Julija Tkačová        | Anastasija Grigorjevová | Marija Mamašuková   |
| −69 kg    | Alina Berežná         | Iljana Kratyšová      | Natalja Vorobjovová     | Aline Fockenová     |
| −75 kg    | Vasilisa Marzaljuková | Jekatěrina Bukinová   | Maider Undaová          | Svitlana Sajenková  |